# Enterprise-klasse
De Enterprise-klasse is een klasse supervliegdekschepen van de Amerikaanse marine. De klasse bestaat uit één schip, de USS Enterprise. De Enterprise was 's werelds eerste vliegdekschip met kernaandrijving en ook het enige dat meer dan twee kernreactoren heeft, namelijk acht. Ten tijde van de tewaterlating in 1960 was het ook het langste en zwaarste vliegdekschip ter wereld. De latere Nimitz-klasse is zwaarder.

## Geschiedenis
De Enterprise-klasse was gebaseerd op de aangepaste Forrestal-klasse uit de jaren 1950. De USS Enterprise werd het tweede oorlogsschip met kernaandrijving ooit, een paar maanden voorafgegaan door de kruiser USS Long Beach (CGN9). Oorspronkelijk gingen zes schepen in de Enterprise-klasse gebouwd worden. De bouwkosten van de USS Enterprise rezen echter de pan uit en van de vijf andere schepen werd afgezien. Eén ervan, de USS America, werd begin jaren 1960 in de Kitty Hawk-klasse gebouwd met conventionele stoomturbines. Ook de USS John F. Kennedy werd opnieuw besteld in een andere - John F. Kennedy - klasse met stoomturbines. Pas rond 1970 werden opnieuw vliegdekschepen met kernaandrijving gebouwd in de Nimitz-klasse.
De kiellegging van de USS Enterprise gebeurde in 1958 en het schip werd in 1960 tewatergelaten. Met de eerste lading kernbrandstof kwam het drie jaar en meer dan 300.000 km toe. Halfweg de jaren 1990 werd het schip een vierde keer bijgetankt. De uitdienstname van de Enterprise is intussen al gepland voor de periode 2013-2015, afhankelijk van enkele factoren. Het zal dan vervangen worden door een nieuw vliegdekschip dat in aanbouw is.
Half maart 2012 is de Enterprise uitgevaren voor haar laatste vaart en is in december 2012 buiten dienst gesteld.

## Schepen
- USS Enterprise (CVN-65), eerst CVAN-65: In dienst genomen op 25 november 1961 en uit dienst genomen op 1 december 2012.
- USS America (CV-66), eerst CVAN-66: Was in de Enterprise-klasse besteld maar werd uiteindelijk in de Kitty Hawk-klasse gebouwd.
- USS John F. Kennedy (CV-67), eerst CVAN-67: Was in de Enterprise-klasse besteld maar werd uiteindelijk in de John F. Kennedy-klasse gebouwd.